# Мелехово (Чучковский район)
Мелехово — село в России, расположено в Чучковском районе Рязанской области. Входит в состав Пертовского сельского поселения.

## Географическое положение
Село Мелехово расположено примерно в 18 км к северу от центра посёлка Чучково.

## История
В писцовых книгах Шацка поселение описано  в 1617г.( РГАДА. Составитель И.П.Алябьев ) Мелехово, как село впервые упоминается в окладных книгах Шацкого уезда в 1676 году. В это время в селе имелась деревянная церковь Успения Пресвятой Богородицы. https://proza.ru/2020/10/11/626
В 1771 году бригадиром Василием Петровичем Лачиновым в селе была построена новая каменная церковь.
В 1905 году село являлось административным центром Мелеховской волости Касимовского уезда и имело 413 дворов при численности населения 2660 человек.
Деревня Земледелец Чучковского района является выселками села Мелехово.

## Население
| 1859 | 1897  | 1906  | 1981 | 2010 |
| ---- | ----- | ----- | ---- | ---- |
| 2074 | ↗2311 | ↗2660 | ↘50  | ↗177 |

## Транспорт и связь
В селе Мелехово имеется одноимённое сельское отделение почтовой связи (индекс 391425).

## Известные уроженцы
- Киселёв, Семён Сергеевич (1906 − 1985) −  полковник КГБ СССР, Герой Советского союза.
- Юдин, Кузьма Ефимович (1914 − 1945) −  полный кавалер ордена Славы.